# Єрун Краббе
Єру́н Арт Краббе́ (нід. Jeroen Aart Krabbé; 5 грудня 1944) — нідерландський актор і художник.

## Біографія
Єрун Краббе народився 5 грудня 1944 року в Амстердамі, Нідерланди. Його батько Мартен Краббе й дід Гендрік Краббе були відомими в Голландії художниками. Мати — Мередітт Рейс займалася синхронними перекладами закордонних кінофільмів. Єрун з дитинства малював, серйозно займався живописом. Навчався в Академії мистецтв в Амстердамі. З 1977 по 1981 роки викладав в Академії мистецтв. У цей час Єруном написано понад 200 картин. Відомий як пейзажний живописець.
У кінематографі дебютував у 1963 році. Прославився завдяки участі в голландських фільмах Пола Верховена
««Помаранчевий солдат» (1977) і «Четвертий чоловік» (1983). Потім починає зніматися в американських фільмах: «Джек-стрибунець» (1986) з Вупі Голдберг, «Іскри з очей» (1987) з Тімоті Далтоном, «Каратель» (1989) з Дольфом Лундгреном, «Втікач» (1993) з Гаррісоном Фордом.
Єрун Краббе має трьох синів — Мартінжа (1968), Гаспера (1970) і Якоба (1983), одружений з 1964 року на Хермі Краббе. Його старший брат — Тім Краббе, шахіст, письменник і журналіст.

## Вибіркова фільмографія
| Рік  |    | Українська назва                       | Оригінальна назва                 | Роль                                              |
| ---- | -- | -------------------------------------- | --------------------------------- | ------------------------------------------------- |
| 1974 | ф  |                                        | Alicia                            | пілот                                             |
| 1977 | ф  | Помаранчевий солдат                    | Soldaat van Oranje                | Гус Лежен                                         |
| 1980 | ф  | Лихачі                                 | Spetters                          | Франс Генхоф                                      |
| 1982 | с  |                                        | World War III                     | полковник Олександр Ворашин (2 епізоди)           |
| 1983 | ф  | Четвертий чоловік                      | De vierde man                     | Герард Реве                                       |
| 1985 | ф  | Щоденник черепахи                      | Turtle Diary                      | містер Сандор                                     |
| 1986 | ф  | Жодної пощади                          | No Mercy                          | Лосадо                                            |
| 1986 | ф  | Джек-стрибунець                        | Jumpin' Jack Flash                | Марк Ван Метер                                    |
| 1987 | с  | Поліція Маямі                          | Miami Vice                        | Клаус Герцог (Епізод: "Heroes of the Revolution") |
| 1987 | ф  | Іскри з очей                           | The Living Daylights              | генерал Георгій Коськов                           |
| 1988 | ф  |                                        | Crossing Delancey                 | Антон Маес                                        |
| 1989 | ф  | Каратель                               | The Punisher                      | Джанні Франко                                     |
| 1991 | ф  | Кафка                                  | Kafka                             | Бізбелбек                                         |
| 1991 | ф  | Робін Гуд                              | Robin Hood                        | барон Роджер Дагер                                |
| 1992 | тф | Сталін                                 | Stalin                            | Микола Бухарін                                    |
| 1993 | ф  | Король гори                            | King of the Hill                  | містер Курлендр                                   |
| 1993 | ф  | Втікач                                 | The Fugitive                      | доктор Чарльз Ніколс                              |
| 1994 | ф  | Фарінеллі-кастрат                      | Farinelli                         | Георг Фрідріх Гендель                             |
| 1994 | ф  | Безсмертна кохана                      | Immortal Beloved                  | Антон Фелікс Шиндлер                              |
| 1996 | ф  |                                        | The Disappearance of Garcia Lorca | полковник Агірре                                  |
| 1997 | тф | Одіссея                                | The Odyssey                       | Алкіной                                           |
| 1998 | ф  | Чесна куртизанка                       | Dangerous Beauty                  | П'єтро Веньєр                                     |
| 1998 | ф  | Історія вічного кохання, або Попелюшка | Ever After: A Cinderella Story    | Огюст де Барбарак                                 |
| 1999 | тф | Ісус. Бог і людина                     | Jesus                             | сатана                                            |
| 2001 | ф  | Відкриття небес                        | De ontdekking van de hemel        | Габріель                                          |
| 2002 | ф  |                                        | Fogbound                          | доктор Дафф                                       |
| 2004 | ф  | Дванадцять друзів Оушена               | Ocean's Twelve                    | Ван Дер Вуде                                      |
| 2005 | ф  | Чоловік за викликом 2                  | Deuce Bigalow: European Gigolo    | Гаспар Вурсбох                                    |
| 2005 | ф  |                                        | Snuff-Movie                       | Борис Аркадін                                     |
| 2006 | с  |                                        | Dalziel and Pascoe                | Вім де Квіпер (Епізод: "Wrong Time, Wrong Place") |
| 2008 | с  | Убивства в Мідсомері                   | Midsomer Murders                  | Сайрус Левану (Епізод: "Talking to the Dead")     |
| 2008 | ф  | Перевізник 3                           | Transporter 3                     | Леонід Васильєв                                   |
| 2013 | ф  |                                        | Tula: The Revolt                  | Губернатор де Вір                                 |